# PubMed Central
PubMed Central (PMC) é um repositório digital de uso livre em que se armazenam artigos eruditos completos de  acesso público que foram publicados em revistas científicas das ciências da vida e biomédicas. É uma das maiores bases de dados de pesquisa no conjunto de recursos que foram desenvolvidos pelo National Center for Biotechnology Information (NCBI) de Estados Unidos, mas é muito mais que um simples repositório de documentos. Os documentos incluídos no PMC sofrem um processo de indexação e formatação que tem como resultado a melhoria de metadados, ontologia médica, e identificadores exclusivos que enriquecem os dados estruturados XML para cada artigo ou depósito. Os conteúdos do PMC podem ser facilmente ser interligados a muitas outras bases de dados do NCBI e pode aceder-se a eles através de pesquisas em Entrez e em sistemas de recuperação, melhorando ainda mais a capacidade do público para descobrir gratuitamente, ler e basear-se neste conjunto de documentos sobre o conhecimento biomédico.
PubMed Central não deve ser confundido com PubMed. Trata-se de dois serviços muito diferentes. Embora PubMed seja uma base de dados na qual podem ser encontrar provas biomédicas e resumos, os artigos com texto completo referenciados no registo de PubMed encontram-se armazenados fisicamente noutro lugar (por vezes são artigos impressos ou on-line, algumas vezes gratuitos e outras acessíveis pagando algum tipo de subscrição). O PubMed Central é um arquivo digital gratuito de artigos, acessível a qualquer um a partir de qualquer lugar através de um motor de busca da web básico. O texto completo de todos os artigos de PubMed Central pode ser lido gratuitamente, com diversas disposições para a reutilização.
Em fevereiro de 2014, o arquivo PMC continha cerca de 2,9 milhões de artigos, com contribuições que vêm diretamente das editoras ou autores que depositam os seus originais no repositório de acordo com a Política de Acesso Público dos NIH. Só no período de doze meses desde junho de 2013 a junho de 2014 os depósitos iniciados por autores ultrapassavam os 103.000 documentos. O PMC também identifica cerca de 4.000 revistas que agora participam em maior ou menor grau nesta capacidade de depositar automaticamente os seus conteúdos publicados no repositório do PMC. Algumas editoras participantes atrasam a liberação dos seus artigos no PubMed Central durante um tempo definido após a sua publicação, o que se costuma denominar "período de embargo", que pode ser de alguns meses a alguns anos, dependendo da revista (os "embargos" de seis a doze meses são os mais comuns).